# Sianting Anting
Sianting Anting is een bestuurslaag in het regentschap Samosir van de provincie Noord-Sumatra, Indonesië. Sianting Anting telt 621 inwoners (volkstelling 2010).